# Echyra tenuitarsis
Echyra tenuitarsis är en skalbaggsart som beskrevs av Leon Fairmaire 1903. Echyra tenuitarsis ingår i släktet Echyra och familjen Melolonthidae. Inga underarter finns listade i Catalogue of Life.